# Communauté de communes de Seille et Mauchère
La communauté de communes de Seille et Mauchère (CCSM) est une ancienne communauté de communes française, située dans le département de Meurthe-et-Moselle dans la région Grand Est. Créée en 1999, celle-ci a fusionné au 1er janvier 2017 avec la Communauté de communes du Grand Couronné, sa voisine, pour former la communauté de communes de Seille et Mauchère - Grand Couronné. Cette fusion résulte des dispositions de la Loi NOTRe (août 2015) concernant le seuil de population passant à 15 000 habitants minimum pour les intercommunalités, ainsi qu'au vote du Schéma Départemental de Coopération Intercommunale de Meurthe-et-Moselle (arrêté par le Préfet en mars 2016).

## Histoire
Le 30 avril 1991, 20 communes s'associent autour de l'EPCI de Seille et Mauchère, pour mener ensemble des projets et des actions de développement local qu’une commune ne pourrait réaliser seule.
Le 1er janvier 1999, la Communauté de Communes de Seille et Mauchère est créée. Elle comprend alors 17 communes.
Le 1er janvier 2004, les communes d'Abaucourt-sur-Seille, Jeandelaincourt et Sivry intègrent la communauté de communes, portant le nombre de celle-ci à 20.
Le 1er janvier 2014, les communes de Bratte, Moivrons et Villers-lès-Moivrons sont intégrées à la CCSM. Mais les trois communes refusent de rejoindre cette communauté de communes et déposent un recours au tribunal administratif pour annuler l'arrêté préfectoral.
Le 1er janvier 2017, la Communauté de Communes de Seille et Mauchère fusionne avec la CC du Grand Couronné. Les communes de Bratte, Moivrons et Villers-lès-Moivrons y sont intégrées.

## Composition
La communauté de communes est composée des 20 communes suivantes :
| Nom                 | Code Insee | Gentilé            | Superficie (km2) | Population (dernière pop. légale) | Densité (hab./km2) |
| ------------------- | ---------- | ------------------ | ---------------- | --------------------------------- | ------------------ |
| Nomeny (siège)      | 54400      | Nomeniens          | 17,79            | 1 193 (2014)                      | 67                 |
| Abaucourt           | 54001      | Abaucourtois       | 7,80             | 303 (2014)                        | 39                 |
| Armaucourt          | 54021      | Armaucourtois      | 3,72             | 215 (2014)                        | 58                 |
| Arraye-et-Han       | 54024      |                    | 10,34            | 346 (2014)                        | 33                 |
| Belleau             | 54059      |                    | 20,38            | 751 (2014)                        | 37                 |
| Bey-sur-Seille      | 54070      |                    | 5,53             | 158 (2014)                        | 29                 |
| Brin-sur-Seille     | 54100      |                    | 11,71            | 774 (2014)                        | 66                 |
| Chenicourt          | 54126      | Chenicourtois      | 3,75             | 229 (2014)                        | 61                 |
| Clémery             | 54131      | Les Loups          | 9,45             | 507 (2014)                        | 54                 |
| Éply                | 54179      | Espliens           | 11,17            | 304 (2014)                        | 27                 |
| Jeandelaincourt     | 54276      | Jeandelaincourtois | 4,47             | 802 (2014)                        | 179                |
| Lanfroicourt        | 54301      |                    | 6,19             | 128 (2014)                        | 21                 |
| Létricourt          | 54313      | Létricurtiens      | 7,38             | 255 (2014)                        | 35                 |
| Leyr                | 54315      |                    | 10,74            | 957 (2014)                        | 89                 |
| Mailly-sur-Seille   | 54333      | Maillotins         | 6,40             | 251 (2014)                        | 39                 |
| Phlin               | 54424      | Phlinois           | 3,70             | 38 (2014)                         | 10                 |
| Raucourt            | 54444      | Raucourtois        | 5,06             | 218 (2014)                        | 43                 |
| Rouves              | 54464      | Rovéins            | 3,69             | 108 (2014)                        | 29                 |
| Sivry               | 54508      | Sivriens           | 5,91             | 259 (2014)                        | 44                 |
| Thézey-Saint-Martin | 54517      |                    | 7,95             | 202 (2014)                        | 25                 |

## Compétences
- Aménagement de l’espace (PLUI, SCOT)
- Développement économique
- Développement touristique / embellissement (Voie verte, sentiers de randonnée)
- Protection et mise en valeur de l’environnement
- Gestion des déchets et assainissement
- Animation jeunesse
- Accueil de la petite enfance
- Vie sportive, sociale et culturelle
- Éclairage public
- Bâtiment scolaire

## Administration
Le conseil communautaire est composé de 33 délégués, dont 6 vice-présidents.
| Période                                  | Période       | Identité          | Étiquette | Qualité                             |
| ---------------------------------------- | ------------- | ----------------- | --------- | ----------------------------------- |
| Les données manquantes sont à compléter. |               |                   |           |                                     |
| 2001                                     | 22 avril 2014 | Jacques Florentin |           | Maire de Lanfroicourt (depuis 2001) |
| 22 avril 2014                            | En cours      | Bernard Buzon     |           | Adjoint à Raucourt (depuis 2014)    |

## Démographie
| 1999  | 2013  |
| ----- | ----- |
| 7 500 | 8 137 |

## Logos

Logo de la CCSM jusqu'en 2013.
Logo de la CCSM à partir de 2013.